# Dominik Hładun
Dominik Hładun (Lubin, Polonia, 17 de septiembre de 1995) es un futbolista polaco que juega de portero en el Zagłębie Lubin de la Ekstraklasa.

## Trayectoria
Dominik Hładun se unió a las categorías inferiores del Zagłębie Lubin de su ciudad natal a temprana edad, avanzando por las distintas categorías de la cantera hasta debutar con el filial en la III Liga en 2014. Un año más tarde se marchó como cedido al Chojniczanka Chojnice hasta final de temporada. De vuelta en Lubin, el 17 de febrero de 2018 disputó su primer partido en la Ekstraklasa con el primer equipo, jugando los 90 minutos en la derrota a domicilio contra el Wisła Płock por 2-0. En las siguientes cuatro temporadas, el joven guardameta se mantuvo como titular en el equipo cobre, registrando en total 109 apariciones con la elástica del Zagłębie. Expirado su contrato con el club de Baja Silesia, el 15 de junio de 2022 se anunció su fichaje por el Legia de Varsovia, también de la máxima categoría del fútbol polaco, supliendo la salida de Richard Strebinger y la retirada de Artur Boruc. Su debut con el Legia se produjo siete meses después, el 24 de febrero de 2023, en el empate por 2-2 contra el Widzew Łódź. En sus dos años vistiendo la camiseta eLka, Hładun jugó 21 partidos y mantuvo seis porterías a cero, además de ganar una Copa y una Supercopa de Polonia con el Legia. También fue portero titular en el partido de ida y vuelta contra el Zrinjski Mostar en la fase de grupos de la Liga Europa Conferencia de la UEFA 2023-24. El 17 de julio de 2024 se anunció su regreso al Zagłębie Lubin, tras rescindir su contrato con el Legia y firmar hasta junio de 2027 con su primer club donde debutó como profesional.